# Sylviane Bulteau
Pour les articles homonymes, voir Bulteau.
Sylviane Leto, épouse Bulteau, née le 21 avril 1964 à Poissy (actuelles Yvelines), est une femme politique française, membre du Parti socialiste.

## Biographie

### Origines et carrière professionnelle
Originaire de la région parisienne, Sylviane Bulteau arrive dans la Vendée en 1972. Assistante sociale diplômée en 1989, elle exerce ce métier au sein de la DDASS du département. En 1992, elle se marie avec Alain Bulteau à La Roche-sur-Yon, mariage célébré par le maire de l’époque Jacques Auxiette (PS). Elle a deux enfants,.

### Carrière politique
De 1989 à 1997, elle est conseillère municipale de La Roche-sur-Yon aux côtés de Jacques Auxiette.
En 2002, elle se présente aux législatives dans la 2e circonscription de la Vendée. Elle est battue par le député sortant, Dominique Caillaud.
En 2004, elle est élue conseillère régionale sur la liste de la gauche plurielle conduite par Jacques Auxiette. Elle devient vice-présidente du conseil régional des Pays-de-la-Loire, et elle est réélue en mars 2010. À la suite de son accession à la députation en 2012, elle démissionne du conseil régional pour se conformer aux dispositions sur le cumul des mandats.
En juin 2007, elle se présente à nouveau aux législatives dans la même circonscription, mais elle perd à nouveau cette élection face à Dominique Caillaud, malgré un meilleur score (45 % des voix au second tour).
Aux élections cantonales de mars 2008, elle est élue conseillère générale du canton de La Roche-sur-Yon-Sud, en battant la candidate sortante, Michèle Peltan (Nouveau Centre) avec 59 % des voix.
En novembre de cette même année 2008, elle devient la première secrétaire fédérale du PS de la Vendée.
À nouveau candidate aux législatives de juin 2012, elle est élue députée en battant au deuxième tour, avec 51,79 % des suffrages, le candidat sortant de l’UMP Dominique Caillaud. Sylviane Bulteau est la première femme de gauche, à être élue députée de la Vendée.
En mars 2015, elle se présente aux élections départementales dans le canton de La Roche-sur-Yon-2, en tandem avec Stéphane Ibarra. Ceux-ci sont le seul binôme de gauche à être élu dans le département.
En octobre 2016, elle annonce sa candidature au sein des instances du Parti socialiste en vue de briguer un second mandat de député. Elle est investie le 8 décembre 2016 par les militants de la deuxième circonscription de la Vendée pour concourir aux élections législatives de 2017. Avec 11,97 % des voix au premier tour, elle ne parvient pas à se qualifier pour le second, devancée par les candidates du Mouvement démocrate et des Républicains,.

### Activité parlementaire
Le 8 avril 2015, le Premier ministre Manuel Valls lui confie une mission avec le député Fabrice Verdier visant à évaluer le fonctionnement et les dysfonctionnements du régime social des indépendants (RSI) dans sa relation avec ses assurés et bénéficiaires.

### Polémiques
Le 21 octobre 2014, à l’occasion d’une question parlementaire, Sylviane Bulteau et Jacques Cresta interrogent le Gouvernement sur ses intentions quant à un possible encadrement des ventes immobilières entre particuliers et en ligne,. 
Le 21 mars 2016, à l’occasion de la cérémonie organisée au Puy du Fou pour l’arrivée en France de l’anneau de Jeanne d’Arc, elle proteste auprès du ministre de la Défense de ce que des élèves officiers de l’École de Saint-Cyr aient été présents en grand uniforme, avec la musique de l’artillerie de Rennes et le commandant l’école à une manifestation organisée par une « entreprise privée ». Le général Alain de Guillebon a déclaré le 22 mars 2016 que la permission leur avait été donnée d’y participer à titre privé ; une autorisation pourtant refusée par le chef d’État-Major des armées.

## Détail des fonctions et mandats électifs

### Mandats locaux
- Conseillère municipale de La Roche-sur-Yon (de 1989 à décembre 1997[19]).
- Conseillère régionale des Pays-de-la-Loire, élue dans la Vendée, siégeant au groupe Socialiste, radical et républicain (du 2 avril 2004 au 9 juillet 2012), 4e vice-présidente, membre de la commission Solidarités, Santé, Égalité.
- Conseillère générale de la Vendée, élue dans le canton de La Roche-sur-Yon-Sud, siégeant au groupe des Élus socialistes et républicains (du 20 mars 2008 au 2 avril 2015).
- Conseillère départementale de la Vendée, élue dans le canton de La Roche-sur-Yon-2 avec Stéphane Ibarra, siégeant au groupe des Élus socialistes et républicains (à partir du 2 avril 2015).

### Mandat parlementaire
- Députée de la Vendée, élue dans la 2e circonscription, siégeant au groupe Socialiste, républicain et citoyen, puis au groupe Socialiste, écologiste et républicain (du 20 juin 2012 au 20 juin 2017).

### Fonctions politiques
- Première secrétaire fédérale du Parti socialiste dans le département de la Vendée (du 22 novembre 2008 au 13 juin 2015).
- Secrétaire nationale du Parti socialiste à l'Égalité des territoires (de juillet 2014 à juin 2015).
- Secrétaire nationale du Parti socialiste au Tourisme (depuis juin 2015).